# Архиепархия Сан-Себастьян-до-Рио-де-Жанейро

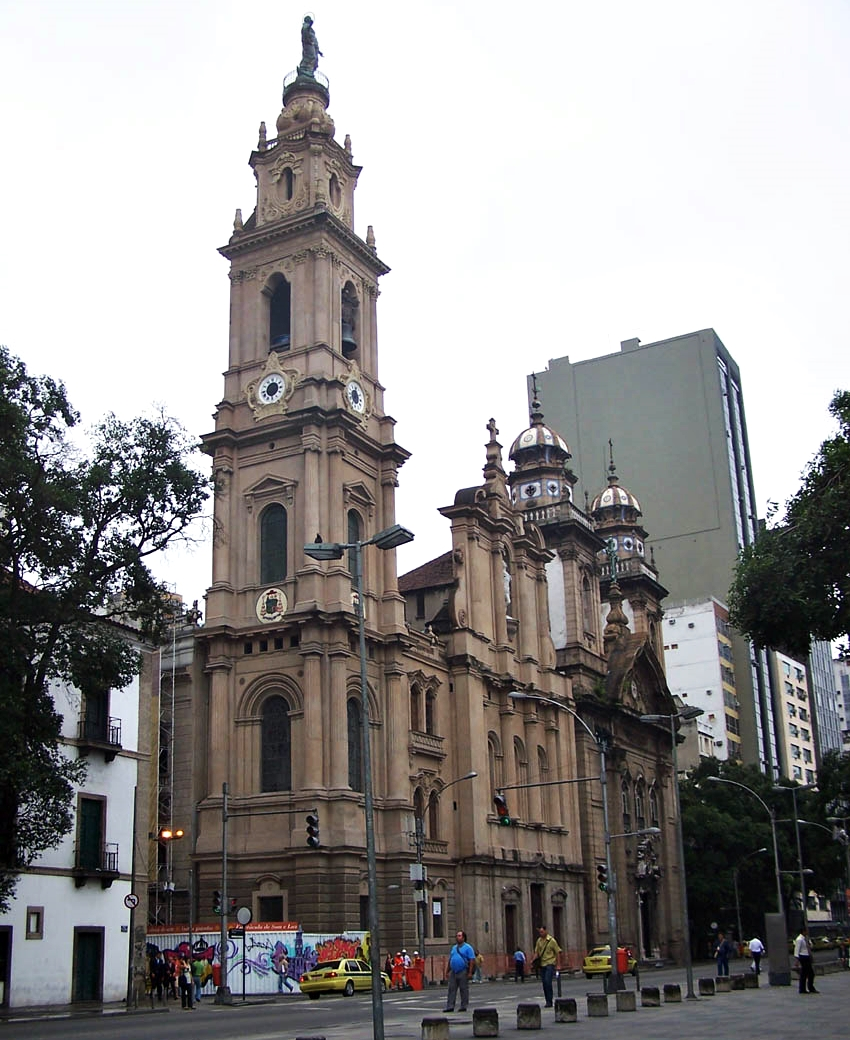
Сокафедральный собор Пресвятой Девы Марии Кармельской

 Архиепархия Сан-Себастьян-до-Рио-де-Жанейро  (лат. Archidioecesis Sancti Sebastiani Fluminis Ianuarii) — архиепархия Римско-Католической церкви с центром в городе Рио-де-Жанейро, Бразилия. В митрополию Сан-Себастьян-до-Рио-де-Жагнейро входят епархии Барра-ду-Пираи-Волта-Редонды, Валенсы, Дуки-ди-Кашиаса, Итагуаи, Нова-Игуасу. Кафедральным собором архиепархии Сан-Себастьян-до-Рио-де-Жанейро является церковь святого Себастьяна. В Рио-де-Жанейро также находится сокафедральный собор Пресвятой Девы Марии Кармельской.

## История
19 июля 1575 года Римский папа Григорий XIII выпустил буллу «In supereminenti militantis Ecclesiae», которой учредил территориальную прелатуру Сан-Себастьян-до-Рио-де-Жанейро, выделив её из епархии Сан-Салвадора-да-Баия. Первоначально территориальная прелатура Сан-Себастьян-до-Рио-де-Жанейро входила в Патриархат Лиссабона.
16 ноября 1676 года Римский папа Иннокентий XI издал буллу «Romani Pontificis», которой преобразовал территориальную прелатуру Сан-Себастьян-до-Рио-де-Жанейро в епархию.
В следующие годы епархия Сан-Себастьян-до-Рио-де-Жанейро передала часть своей территории в пользу возведения новых церковных структур:
- 6 декабря 1745 года — территориальным прелатурам Куябы (сегодня — Архиепархия Куябы), Гояса (сегодня — Епархия Гояса), епархиям Марианы и Сан-Паулу;
- 7 мая 1848 года — епархии Порту-Алегри;
- 27 апреля 1892 года — епархии Нитероя.

27 апреля 1892 года епархия Сан-Себастьян-до-Рио-де-Жанейро была возведена в ранг архиепархии.
11 декабря 1905 года архиепископ архиепархии Жоаким Арковерде де Альбукерке Кавальканти стал первым бразильским кардиналом.

## Ординарии архиепархии
- епископ Bartolomeu Simões Pereira (11.05.1577 — 1591);
- епископ João da Costa (1603—1606);
- епископ Bartholomeu Lagarto (1606);
- епископ Mateus da Costa Aborim (24.01.1606 — 1629);
- епископ Máximo de São João Pereira (1629);
- епископ Pedro Homem Albernaz (24.01.1630 — 1631);
- епископ Lourenço de Mendonça (22.07.1631 — 1637);
- епископ Pedro Homem Albernaz (1639—1643);
- епископ Antônio de Marins Loureiro (8.10.1643 — 1657);
- епископ Manoel de Souza e Almada (12.12.1658 — 1673);
- епископ Manuel Pessoa de Figueiredo (15.02.1673 — 28.08.1673);
- епископ Manuel Pereira (16.11.1676 — 1680);
- епископ José de Barros Alarcão (19.08.1680 — 6.04.1700);
- епископ Francisco de São Jerõnimo de Andrade (8.08.1701 — 7.03.1721);
- епископ Antônio de Guadalupe (21.02.1725 — 31.08.1740);
- епископ João da Cruz Salgado de Castilho (19.09.1740 — 4.12.1745);
- епископ Antônio de Nossa Senhora do Desterro Malheiro (15.12.1745 — 5.12.1773);
- епископ José Joaquim Justiniano Mascarenhas Castello Branco (20.12.1773 — 28.01.1805);
- епископ José Caetano da Silva Coutinho (26.08.1806 — 27.01.1833);
- епископ Manoel de Monte Rodrigues de Araújo (23.12.1839 — 11.06.1863);
- епископ Pedro Maria de Lacerda (24.09.1868 — 12.11.1890);
- архиепископ José Pereira da Silva Barros (25.06.1891 — 1.09.1893);
- архиепископ João Fernando Santiago Esberard (Esberrard) (12.09.1893 — 22.01.1897);
- кардинал Жоаким Арковерде де Албукерке Кавалканти (24.08.1897 — 18.04.1930);
- кардинал Себастьян Леме да Силвейра Синтра (18.04.1930 — 17.10.1942);
- кардинал Жайме де Баррош Камара (3.07.1943 — 18.02.1971);
- кардинал Эужениу ди Араужу Салис (13.03.1971 — 25.07.2001);
- кардинал Эузебиу Оскар Шейд (25.07.2001 — 27.02.2009);
- кардинал Орани Жуан Темпеста (27.02.2009 — ).

## Источник
- Annuario Pontificio, Libreria Editrice Vaticana, Città del Vaticano, 2003, ISBN 88-209-7422-3
- Булла In supereminenti militantis Ecclesiae, Bullarum diplomatum et privilegiorum sanctorum Romanorum pontificum Taurinensis editio, Vol. VIII, pp. 124—129 Архивная копия от 2 августа 2021 на Wayback Machine  (лат.)
- Булла Romani Pontificis, Bullarium patronatus Portugalliae regum, II, pp. 167—169  (лат.)
- Булла Ad universas orbis, Sanctissimi Domini nostri Leonis papae XIII allocutiones, epistolae, constitutiones aliaque acta praecipua, Vol. V (1891—1894), Bruges 1897, pp. 56-65  (лат.)